# 廣州地鐵四號線南延段列車
广州地铁四號線南延段列車，是广州地铁4号线使用的载客列车，因應四號線南延段開通而購置。

## 车辆简介
本款列車的內部型号为L5型，制造商产品型号为SFM37，是為4號綫南延段（金洲～南沙客運港）開通而购买的，由中車四方製造，共27列108輛。
本款列車是節能型直線電機地鐵車輛，采用鋁合金車體，為全4节動車结构，每列车都裝有2個受電弓和8個集電靴。列车在生產設計过程中，通過多種方式，改進了4號線L1型列車、5號線L2型列車在運營過程中發現的問題並進一步優化，从而降低了列車自重，提高了電機效率，降低了能耗。

## 历史
本款列車于2016年起陆续运抵新造车辆段和南沙停车场，最後一列（04x097-098）于2017年8月2日運抵新造车辆段，標誌着該批列車全部到貨。
2017年8月19日，本款首列列車（04x065-066）投入服務。
值得一提的是，由于新造车辆段的存放能力有限，本款列車中有一部分最早存放在6号线的萝岗车辆段进行调试作业，完成预验收工作后再运输至新造车辆段和南沙停车场存放（由工程车拖运，或使用列车的自身动力转场）。

## 列车设计

### 外觀
本款列車為鼓形橫截面，采用流線型車體，每節車廂每側有3對塞拉門（一節車兩側共6對）。每兩對車門間設置車窗，車廂兩端不再設置小車窗；其車門間的車窗只有該線L1型列車、5號線列車（L2型）和5號線增購列車（L4型）的一半大小，車門上方亦不再設置開關門指示燈。
本款列車的车身塗裝與L1型列車一致，以白色为主色调，两边各有一条红色的饰带，車頭的廣州地鐵“羊角”標誌為白色。

### 內部

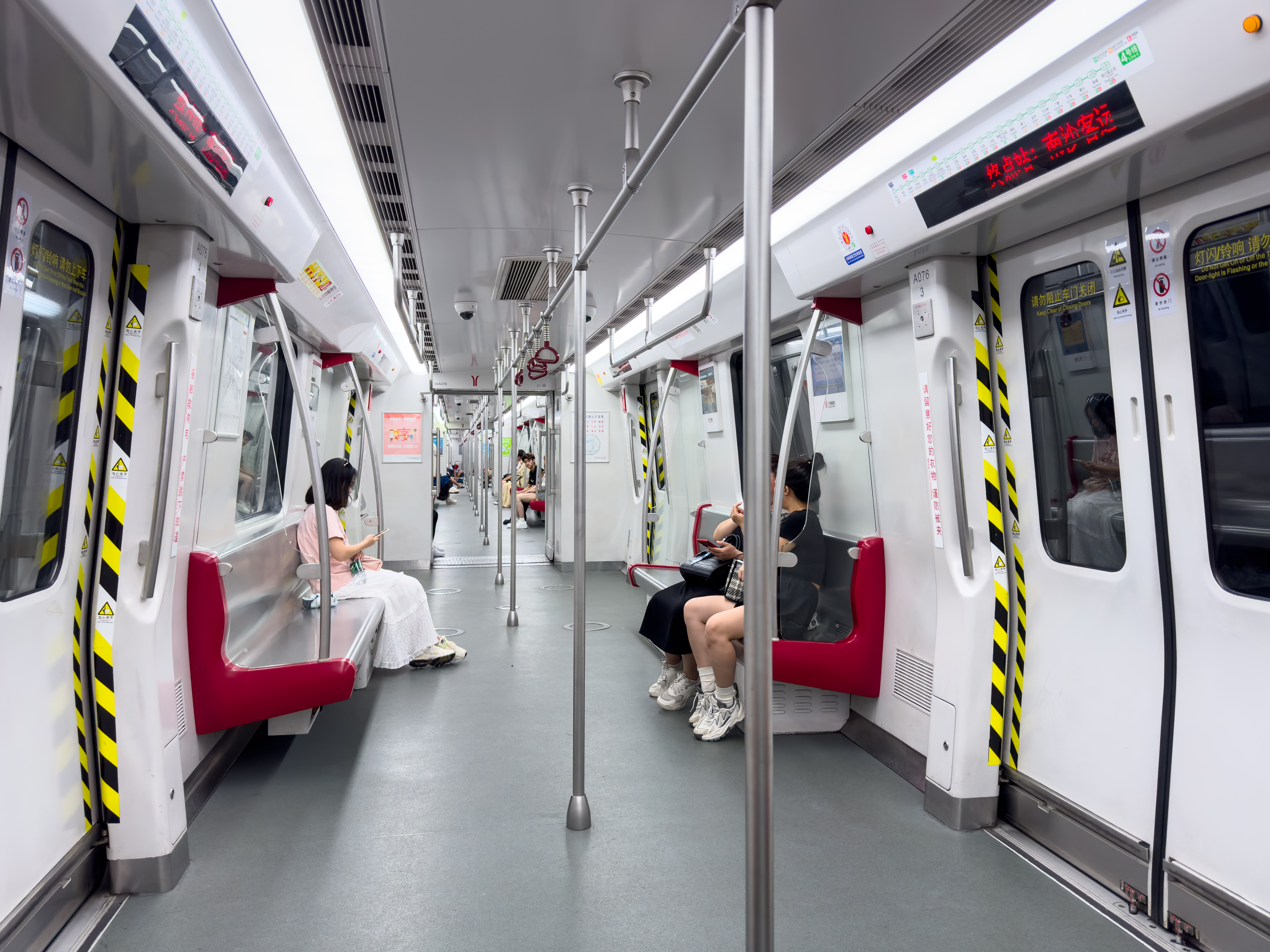
列车内饰

本款列車內部與6號線的L3型列車类似，以月白色為主色調，并采用白色LED燈照明，使車廂內部看上去更為寬敞明亮。
列车車頂側面的內飾板由原來4號線L1型列車、5號線L2型列車的整體外凸变更为車窗處內凹、車門處外凸，原先置於外凸處內的設備改為設置在車廂連接處及座椅下方設置設備櫃；列車还在客室底部增加空調迴風口，有效延長空調空氣迴路，增加空氣流動，使客室空氣溫度更均勻。
列车的座椅材質為壓紋鋁合金，兩邊設有擋板和立柱。正常情況下，A車每節車廂設有4條6人座長椅，車廂連接處一側為輪椅位置（有固定裝置），另一側設置設備櫃（原雙人凳處均無小車窗）；B車每節車廂設有4條6人座長椅，與A車連接處設置2條雙人凳，與B車連接處設置設備櫃和輪椅位置（設置方式與相鄰A車相同）。
本款列車首、尾两节车厢的驾驶室隔門均设有瞭望窗。现时出于运营安全需要，所有的瞭望窗均已封闭。
本款列車採用LED走字屏和貼紙線路图作為乘客信息顯示系統，每節車廂的座椅上方亦设有6個長寬比为4:3的车载LCD显示屏。

### 主要设备
本款列車采用由株洲中车时代电气研发的自主知識產權牽引系統（與5號綫L4-II型列車的牵引系统同系列）。

## 列车编组
|                                                   | 四号线南延段列车（L5） ←南沙客運港方向黃村方向→ |               |               |              |               |               |   |               |               |              |               |               |              |
| 单元车                                            | 04××× （奇）                                    | 04××× （奇）  | 04××× （奇）  | 04××× （奇） | 04××× （奇）  | 04××× （奇）  | + | 04××× （偶）  | 04××× （偶）  | 04××× （偶） | 04××× （偶）  | 04××× （偶）  | 04××× （偶） |
| 車廂編號                                          | =                                               | 04A××× （奇） | 04A××× （奇） | -            | 04B××× （奇） | 04B××× （奇） | + | 04B××× （偶） | 04B××× （偶） | -            | 04A××× （偶） | 04A××× （偶） | =            |
| 受电弓                                            | =                                               |               | >             | -            |               |               | + |               |               | -            | <             |               | =            |
| 列车编组                                          | =                                               | Mcp           | Mcp           | -            | M             | M             | + | M             | M             | -            | Mcp           | Mcp           | =            |
| 集電靴                                            | =                                               | T             |               | -            |               | T             | + | T             |               | -            |               | T             | =            |
| M：动力车；Mcp：带驾驶室和受电弓的动车            |                                                 |               |               |              |               |               |   |               |               |              |               |               |              |
| ＝ ：全自动车钩；+ ：半自动车钩；- ：半永久牵引杆 |                                                 |               |               |              |               |               |   |               |               |              |               |               |              |

| 四號線列車（L5型）列車編號        | 四號線列車（L5型）列車編號        | 四號線列車（L5型）列車編號        |
| --------------------------------- | --------------------------------- | --------------------------------- |
| 04A061 - 04B061 - 04B062 - 04A062 | 04A079 - 04B079 - 04B080 - 04A080 | 04A097 - 04B097 - 04B098 - 04A098 |
| 04A063 - 04B063 - 04B064 - 04A064 | 04A081 - 04B081 - 04B082 - 04A082 | 04A099 - 04B099 - 04B100 - 04A100 |
| 04A065 - 04B065 - 04B066 - 04A066 | 04A083 - 04B083 - 04B083 - 04A084 | 04A101 - 04B101 - 04B102 - 04A102 |
| 04A067 - 04B067 - 04B068 - 04A068 | 04A085 - 04B085 - 04B086 - 04A086 | 04A103 - 04B103 - 04B104 - 04A104 |
| 04A069 - 04B069 - 04B070 - 04A070 | 04A087 - 04B087 - 04B088 - 04A088 | 04A105 - 04B105 - 04B106 - 04A106 |
| 04A071 - 04B071 - 04B072 - 04A072 | 04A089 - 04B089 - 04B090 - 04A090 | 04A107 - 04B107 - 04B108 - 04A108 |
| 04A073 - 04B073 - 04B074 - 04A074 | 04A091 - 04B091 - 04B092 - 04A092 | 04A109 - 04B109 - 04B110 - 04A110 |
| 04A075 - 04B075 - 04B076 - 04A076 | 04A093 - 04B093 - 04B094 - 04A094 | 04A111 - 04B111 - 04B112 - 04A112 |
| 04A077 - 04B077 - 04B078 - 04A078 | 04A095 - 04B095 - 04B096 - 04A096 | 04A113 - 04B113 - 04B114 - 04A114 |